# João Frobénio
João Frobénio (português europeu) ou Frobênio (português brasileiro) (em alemão: Johann Froben; Sélestat, 1460 — Basileia, 27 de outubro de 1527) foi pintor, ilustrador, editor, livreiro e impressor suíço, pai de Hieronymus Frobenius (1501-1563) e avô de Ambrosius Frobenius (1537-1602). A sua oficina tipográfica de Basileia tornou a cidade um centro destacado no comércio de livros na Suíça.

## Biografia

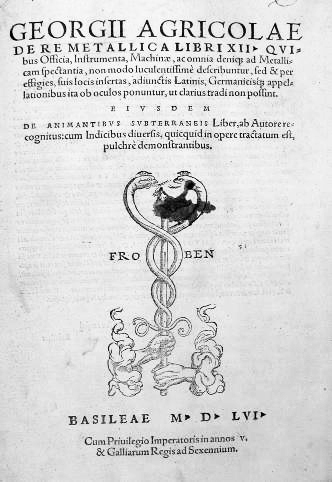
"O Rei dos Metais", 1556, obra de Georgius Agricola, editada por João Frobénio.

Depois de haver completado a carreira universitária em Basileia, onde conheceu o famoso impressor Johann Amerbach, Frobenius estabeleceu uma oficina tipográfica nessa cidade por volta da 1491. Antes disso, em 1486, ele havia sido empregado por Anton Koberger, impressor e publicador em Nuremberg. Em 13 de Novembro de 1490 ele consegue a cidadania de Basileia, e em 13 de Maio de 1492 torna-se membro da Fraternidade Safran. Seu primeiro livro foi uma Bíblia em Latim datada de 27 de Junho de 1491. Em 1510 casou com Gertrud Lachner, filha do livreiro Wolfgang Lachner (1465-1518) com o qual se torna sócio. Em 1514, publicou as obras de Erasmo de Roterdão, que viveu em sua casa na Basileia. Erasmo cuidou das edições ilustradas por Frobenius das obras de São Jerônimo, São Cipriano, Tertuliano e Hilário de Poitiers.
Em 1516, Frobenius imprimiu a primeira edição do Novo Testamento em grego de Erasmo, publicada pouco antes da versão em grego do Novo Testamento preparado na Espanha como parte do projeto da Bíblia Poliglota Complutense, encomendada e financiada por Francisco Jiménez de Cisneros, arcebispo de Toledo. Embora a versão de Erasmo, preparada às pressas, estivesse repleta de erros tipográficos, logo ela se tornou um sucesso comercial, tendo sido reeditada em 1519 já corrigida, que aliás foi usada por Martinho Lutero em sua tradução para o alemão.
Além de Hans Holbein, o Jovem (1498–1543) Frobénio confiou as ilustrações de suas edições também a Jakob Faber ("Mestre IF") e Hans Lützelburger (1495-1526).  Holbein pintou um retrato de Frobénio (1522-23), provavelmente junto com um de Erasmo, cujo original não sobreviveu, mas suas cópias ainda existem.
Tendo falecido em 27 de Outubro de 1527, Frobenius não viveu para concluir suas edições sobre os pais da Igreja, mas esse trabalho foi realizado caprichosamente pelo seu filho Hieronymus Frobenius (1501-1563) que herdou sua tipografia, seguido pelo seu genro Nikolaus Episcopius, o Velho (1501-1563), casado com Justina Froben (* 1512 † 27 Set 1564), filha de Frobenius.